# 파민더 나그라
파민더 나그라(Parminder Nagra, 1975년 10월 5일 ~ )는 잉글랜드의 배우이다.

## 출연 작품
- 슈팅 라이크 베컴
- 파이브 피트 - 누어 하미드 박사 역